# Vadzim Zjoek
Vadzim Dzmitryjevitsj Zjoek (Wit-Russisch: Вадзім Дзьмітрыевіч Жук, Russisch: Вадим Дмитриевич Жук) (Mir, 20 mei 1952) is een voormalig voetbalscheidsrechter uit Wit-Rusland. Hij was onder meer actief op de WK-eindronde vrouwen van 1991 in China, waar hij drie wedstrijden leidde, waaronder de finale tussen de Verenigde Staten en Noorwegen. Hij was de leidsman bij één wedstrijd op Euro 96: Frankrijk-Spanje (1-1), nadat hij in play-offs van het kwalificatietoernooi de beslissingswedstrijd Nederland-Ierland (2-0) in Liverpool had geleid. Zjoek floot op het hoogste internationale niveau tot 1998.

## Interlands
| Datum            | Wedstrijd                                 | Uitslag | Competitie        | Kreeg geel | Kreeg voor de tweede keer geel en dus rood | Weggestuurd |
| ---------------- | ----------------------------------------- | ------- | ----------------- | ---------- | ------------------------------------------ | ----------- |
| 29 augustus 1984 | Duitse Democratische Republiek – Roemenië | 2 – 1   | Vriendschappelijk | ?          | ?                                          | ?           |
| 2 september 1987 | Joegoslavië – Finland                     | 5 – 0   | OS-kwalificatie   | ?          | ?                                          | ?           |
| 31 augustus 1988 | Finland – West-Duitsland                  | 0 – 4   | WK-kwalificatie   | ?          | ?                                          | ?           |
| 14 juni 1989     | Noorwegen – Joegoslavië                   | 1 – 2   | WK-kwalificatie   | 3          | 0                                          | 1           |
| 29 april 1992    | Oekraïne – Hongarije                      | 1 – 3   | Vriendschappelijk | 3          | 0                                          | 0           |
| 16 augustus 1992 | Rusland – Mexico                          | 2 – 0   | Vriendschappelijk | 5          | 0                                          | 1           |
| 9 september 1992 | Finland – Zweden                          | 0 – 1   | WK-kwalificatie   | 6          | 0                                          | 0           |
| 14 oktober 1992  | Frankrijk – Oostenrijk                    | 2 – 0   | WK-kwalificatie   | 4          | 0                                          | 0           |
| 6 juni 1993      | Faeröer – Wales                           | 0 – 3   | WK-kwalificatie   | ?          | ?                                          | ?           |
| 8 september 1993 | Faeröer – Roemenië                        | 0 – 4   | WK-kwalificatie   | 0          | 0                                          | 0           |
| 13 oktober 1993  | Denemarken – Noord-Ierland                | 1 – 0   | WK-kwalificatie   | ?          | ?                                          | ?           |
| 20 april 1994    | Litouwen – Israël                         | 1 – 1   | Vriendschappelijk | 5          | 0                                          | 0           |
| 29 mei 1994      | Rusland – Slowakije                       | 2 – 1   | Vriendschappelijk | ?          | ?                                          | ?           |
| 12 november 1994 | Roemenië – Slowakije                      | 3 – 2   | EK-kwalificatie   | ?          | ?                                          | ?           |
| 17 mei 1995      | Litouwen – Griekenland                    | 2 – 1   | Vriendschappelijk | ?          | ?                                          | ?           |
| 6 september 1995 | België – Denemarken                       | 1 – 3   | EK-kwalificatie   | 3          | 0                                          | 0           |
| 13 december 1995 | Nederland – Ierland                       | 2 – 0   | EK-kwalificatie   | 2          | 0                                          | 0           |
| 9 april 1996     | Moldavië – Oekraïne                       | 2 – 2   | Vriendschappelijk | ?          | ?                                          | ?           |
| 15 juni 1996     | Frankrijk – Spanje                        | 1 – 1   | EK-eindronde      | 6          | 0                                          | 0           |
| 28 augustus 1996 | Rusland – Brazilië                        | 2 – 2   | Vriendschappelijk | 4          | 1                                          | 1           |
| 12 maart 1997    | Tsjechië – Polen                          | 2 – 1   | Vriendschappelijk | 3          | 0                                          | 0           |
| 7 juni 1997      | Macedonië – IJsland                       | 1 – 0   | WK-kwalificatie   | 3          | 0                                          | 1           |
| 20 augustus 1997 | Finland – Noorwegen                       | 0 – 4   | WK-kwalificatie   | 0          | 0                                          | 0           |